# توریولیگنانی
توریولیگنانی (به ایتالیایی: Turrivalignani) یک سکونتگاه مسکونی در ایتالیا است که در استان پسکارا واقع شده‌است.

## خصوصیات
توریولیگنانی ۶ کیلومترمربع مساحت و ۸۴۵ نفر جمعیت دارد و ۳۱۲ متر بالاتر از سطح دریا واقع شده‌است.